# Ivan Perša
Ivan Perša (madžarsko Persa Iván) slovenski rimskokatoliški župnik in pisatelj na Ogrskem. * Ižakovci, 2. april, 1861; † Pečarovci, 26. september, 1935.
Rodil se je očetu Štefanu in materi Mariji (rojeni Kolar). Bil je posvečen 14. julija, leta 1885 in do leta 1887 kapelanoval v Gornji Lendavi (danes Grad). Tukaj osnoval Društvo Srca Jezuša in Marije, nadaljnji dve v Slovenskem Porabju in v Pečarovcih.
Od maja, leta 1887 župnik na Dolnjem Seniku, kjer delal sedem let. Od maja, leta 1894 župnikoval na Gornjem Seniku in tukaj pisal prekmurski škapulir iz madžarščine. Leta 1907 je pripravil četrti natis molitvenika Antona Števanca Szrcé Jezus.
Avgusta, leta 1913 je bil župnik Pečarovcev in tam je umrl. Njegov grob je ostal na pokopališču.

## Dela
- Od vnouge i velke miloscse i pomoucsi szvétoga skapulera. Karmelszke blazsene Divice Marije. Monoster, 1898.